# Podział administracyjny Kościoła rzymskokatolickiego w Polsce (1772)

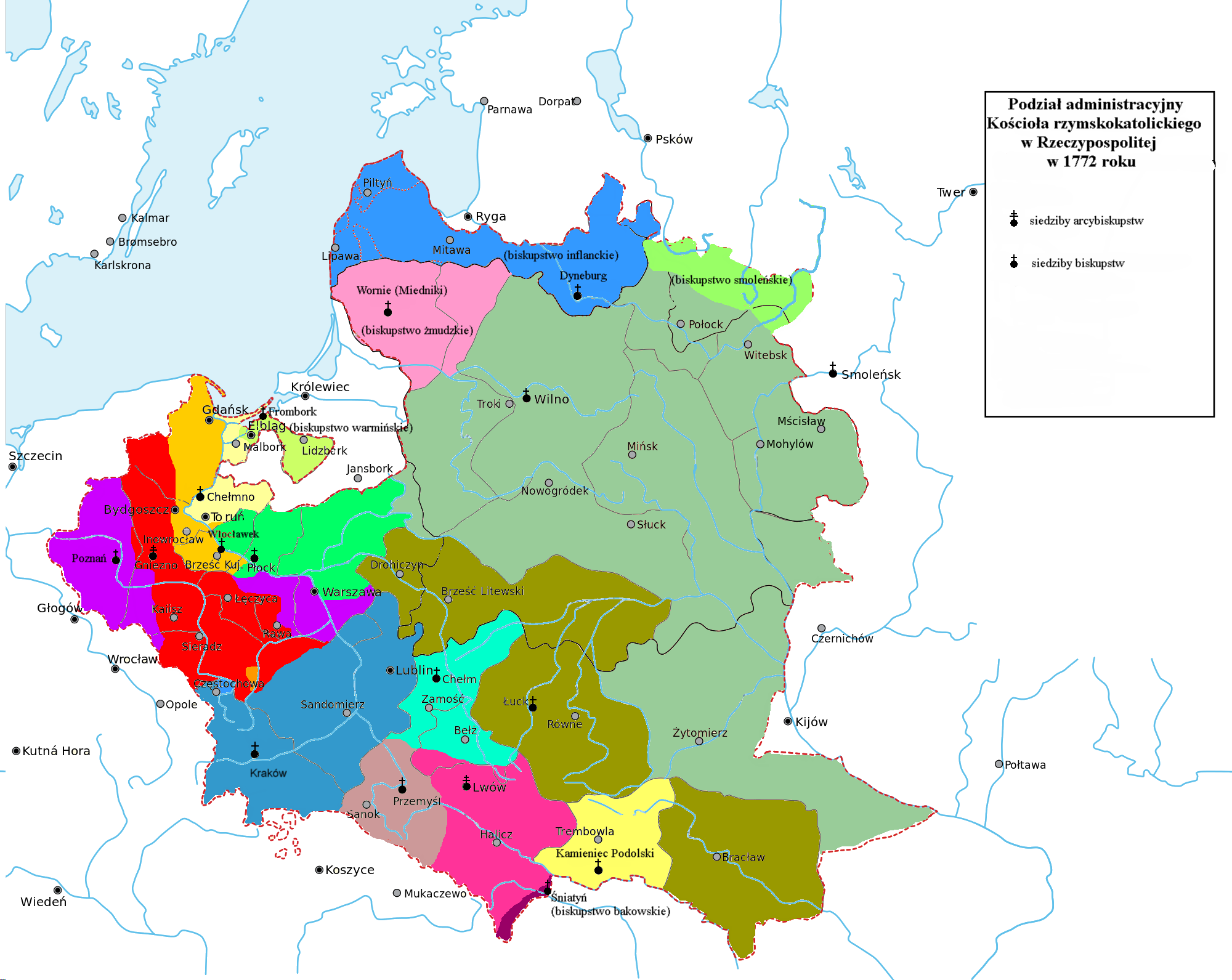
Podział administracyjny Kościoła rzymskokatolickiego w Polsce w 1772 roku

Podział poniższy przedstawia strukturę Kościoła łacińskiego w Polsce i na Litwie, jak też na Śląsku i w Mołdawii w przededniu I rozbioru Polski. Diecezje wrocławska (z wyj. archiprezbiteriatów Opatów i Ostrzeszów) i bakowska prawie w całości znajdowały się poza obszarem Rzeczypospolitej Obojga Narodów, podobnie prawie całe dwa dekanaty diecezji krakowskiej (Pszczyna, Bytom) oraz kilka parafii z diecezji poznańskiej, gnieźnieńskiej, chełmińskiej, płockiej i warmińskiej. Diecezje podporządkowane były metropoliom gnieźnieńskiej i lwowskiej, bądź bezpośrednio Stolicy Apostolskiej. Większość diecezji podzielona była na archidiakonaty, a te na dekanaty lub odpowiadające im archiprezbiteriaty. W 3 diecezjach funkcjonowały sufraganie terenowe.

## Metropolia gnieźnieńska
- diecezja chełmińska z katedrą w Chełmży
  - archidiakonat chełmiński – 12 archiprezbiteriatów: Brodnica, Chełmno, Chełmża, Golub, Grudziądz, Lidzbark (2 par. w Prusach Książęcych), Lubawa (1 parafia w Prusach Książęcych), Łasin, Nowe Miasto, Radzyń, Toruń, Wąbrzeźno
  - archidiakonat malborski – de iure diecezja pomezańska – 5 archiprezbiteriatów: Dzierzgoń, Malbork, Nowy Staw, Sztum, Żuławki
- archidiecezja gnieźnieńska
  - archidiakonat gnieźnieński – 8 dekanatów: Gniezno św. Michała, Gniezno św. Piotra i Pawła, Gniezno św. Trójcy, Konin, Łekno, Słupca, Sompolno, Żnin
  - archidiakonat kaliski – 5 dekanatów: Kalisz, Krotoszyn, Pleszew, Staw, Stawiszyn
  - archidiakonat kamieński w Kamieniu Krajeńskim – 5 dekanatów: Człuchów (1 par. w Brandenburgii), Łobżenica, Nakło, Tuchola, Więcbork
  - archidiakonat kurzelowski – 6 dekanatów: Kurzelów, Małogoszcz, Opoczno, Przytyk, Skrzynno, Żarnów
  - archidiakonat łęczycki – 5 dekanatów: Kłodawa, Kutno, Łęczyca, Tuszyn, Zgierz
  - archidiakonat łowicki – 3 dekanaty: Łowicz, Rawa Mazowiecka, Skierniewice
  - archidiakonat uniejowski – 6 dekanatów: Brzeźnica, Lutomiersk, Radomsko, Szadek, Uniejów, Warta
  - terytorium wieluńskie (formalnie w archidiakonacie uniejowskim) – 3 dekanaty: Krzepice, Ruda, Wieruszów
- diecezja inflancka z katedrą w Dyneburgu
  - Inflanty (dawna diecezja wendeńska)
  - Kurlandia (dawna diecezja piltyńska)
- diecezja krakowska z sufraganiami terenowymi w Sandomierzu i Lublinie
  - archidiakonat radomski (tzw. "dziekania kielecka") – 3 dekanaty: Radom, Stężyca, Zwoleń
  - prepozytura kielecka – 2 dekanaty: Bodzentyn, Kunów
  - archidiakonat krakowski – 17 dekanatów: Bytom (większość parafii na Górnym Śląsku), Dobczyce, Jędrzejów, Kraków św. Floriana, Kraków NMP, Książ Wielki, Nowa Góra, Opatowiec, Oświęcim, Proszowice, Pszczyna (większość parafii na Górnym Śląsku), Skała, Skawina, Wieliczka, Witów, Zator, Żywiec
  - archidiakonat lubelski – 5 dekanatów: Chodel, Kazimierz, Łuków, Parczew, Solec
  - archidiakonat nowosądecki – 7 dekanatów: Mielec, Nowy Sącz, Nowy Targ, Pilzno, Ropczyce, Spisz, Strzyżów
  - archidiakonat pilicki – 1 dekanat: Wolbrom
  - prepozytura pilicka – 1 dekanat: Lelów
  - archidiakonat sandomierski – 4 dekanaty: Koprzywnica, Miechocin, Połaniec, Rudnik
  - prepozytura tarnowska – 1 dekanat: Tarnów
  - prezpozytura wiślicka – 3 dekanaty: Kije, Pacanów, Sokolina
  - archidiakonat wojnicki – 6 dekanatów: Biecz, Bobowa, Jasło, Lipnica Murowana, Wojnicz, Żmigród
  - archidiakonat zawichoski – 3 dekanaty: Opatów, Urzędów, Zawichost
- diecezja łucka (od XVI wieku, wcześniej metropolia lwowska)
  - archidiakonat brzeski – 8 dekanatów: Bielsk Podlaski, Brańsk, Drohiczyn, Janów Podlaski, Kamieniec Litewski, Łosice, Szereszów, Węgrów
  - archidiakonat łucki – 5 dekanatów: Bracław, Dubno, Krzemieniec, Włodzimierz, Zasław, Zbaraż
- diecezja płocka
  - archidiakonat dobrzyński – 4 dekanaty: Dorzyń, Górzno, Lipno, Rypin
  - archidiakonat płocki – 16 dekanatów: Bielsk, Bieżuń, Bodzanów, Ciechanów, Gostynin, Janowo (1 par. w Prusach Książęcych), Mława, Nowe Miasto, Płock, Płońsk, Przasnysz, Raciąż, Sierpc, Szreńsk, Wyszogród, Zakroczym
  - archidiakonat pułtuski – 11 dekanatów: Andrzejewo, Kamieńczyk, Łomża, Maków, Ostrów, Pułtusk, Radzymin, Stanisławów, Wąsosz, Wizna, Wyszków
- diecezja poznańska
  - archidiakonat poznański – 8 dekanatów: Buk, Czarnków (1 par. w Brandenburgii), Kostrzyń, Oborniki, Poznań, Pyzdry, Rogoźno, Środa
  - archidiakonat pszczewski – 3 dekanaty: Grodzisk, Lwówek, Zbąszyń
  - archidiakonat śremski – 8 dekanatów: Borek, Kościan, Koźmin, Krobia, Nowe Miasto, Śmigiel, Śrem, Wschowa
  - archidiakonat warszawski – 10 dekanatów: Błonie, Garwolin, Gąbin, Grójec, Latowicz, Liw, Mszczonów, Piaseczno, Sochaczew, Warka
- diecezja smoleńska z niefunkcjonującą katedrą w Smoleńsku (3 parafie)
- diecezja wileńska z sufraganią terenową w Obolcach – 2 archidiakonaty bez rozgraniczenia i 26 dekanatów: Augustów, Bobrujsk, Brasław, Grodno, Knyszyn, Kowno, Kupiszki, Lida, Mińsk, Nowogródek, Olwita, Orsza, Oszmiana, Pobojsk, Połock, Raduszkowice, Raduń, Różana, Siemno, Słonim, Świr, Troki, Wilno, Wilkomierz, Witebsk, Wołkowysk
  - archidiakonat wileński
  - archidiakonat białoruski w Obolcach
- diecezja włocławska z sufraganią terenową w Gdańsku
  - archidiakonat kruszwicki – 4 dekanaty: Fordon, Gniewkowo, Inowrocław, Kruszwica
  - archidiakonat pomorski w Gdańsku – 10 dekanatów: Bytów, Gdańsk, Gniew, Lębork, Mirachowo, Nowe, Puck, Starogard, Świecie, Tczew
  - archidiakonat włocławski – 8 dekanatów: Bobrowniki, Brześć Kujawski, Izbica, Kowal, Nieszawa, Radziejów, Służewo, Wolbórz
- diecezja wrocławska (od 1821, faktycznie od 1732 podległa bezpośrednio Stolicy Apostolskiej)
  - archidiakonat głogowski – 9 archiprezbiteriatów: Głogów, Góra, Kożuchów, Sława, Szprotawa, Świebodzin, Wysoka Cerkiew, Zielona Góra, Żagań
  - archidiakonat legnicki – 7 archiprezbiteriatów: Bolesławiec, Jawor, Jelenia Góra, Legnica, Lubomierz, Nowogrodziec, Wleń
  - archidiakonat opolski – 28 archiprezbiteriatów: Biała, Bielsko, Bogacica, Cieszyn, Dębieńsko Wielkie, Frydek, Frysztat, Gliwice, Głogówek, Gorzów Śląski, Gościęcin, Karwina, Krapkowice, Lubliniec, Łany, Niemodlin, Olesno, Opole, Pogrzebień, Pyskowice, Racibórz, Siołkowice, Strumień, Strzelce Opolskie, Toszek, Ujazd, Wodzisław, Żory
  - archidiakonat wrocławski – 35 archiprezbiteriatów: Bolków, Borów, Cerekwica, Głuchołazy, Grodków, Kamienna Góra, Kąty Wrocławskie, Kiełczyn, Milicz, Namysłów, Nysa, Oleśnica, Opatów (w Polsce), Ostrzeszów (w Polsce), Otmuchów, Paczków, Prudnik, Przychowa, Rychbach, Rychtal, Skoroszyce, Strzegom, Syców, Środa Śląska, Świebodzice, Widnawa, Wiązów, Wołów, Wrocław św. Maurycego, Wrocław św. Mikołaja, Ząbkowice Śląskie, Ziębice, Złote Góry, Žulová, Żimigród
- diecezja żmudzka z katedrą w Worniach – 10 dekanatów: Janiszki, Kroki, Olsiady, Retów, Szadów, Szkudy, Szydłów, Wiekszenie, Wielona, Wornie

## Metropolia lwowska
- diecezja bakowska z katedrą w Bakowie w Mołdawii – na terenie Polski tylko 2 parafie
- diecezja chełmska z katedrą w Krasnymstawie – 10 dekanatów: Bełz, Chełm, Grabowiec, Hrubieszów, Krasnystaw, Luboml, Potylicz, Sokal, Turobin, Zamość
- diecezja kamieniecka – 6 dekanatów: Czarnokozińce, Dunajowce, Jazłowiec, Międzybóż, Satanów, Szarogród
- diecezja kijowska z katedrą w Żytomierzu – 3 dekanaty: Chwastów, Owrucz, Żytomierz
- archidiecezja lwowska
  - archidiakonat halicki – 3 dekanaty: Halicz, Kołomyja, Żydaczów
  - archidiakonat lwowski – 6 dekanatów: Buczacz, Dunajów, Konkolniki, Lwów, Rohatyń, Trembowla
  - archidiakonat żółkiewski – 3 dekanaty: Busk, Janów, Gródek Jagielloński
- diecezja przemyska
  - archidiakonat brzozowski – 4 dekanaty: Brzozów, Dynów, Krosno, Sanok
  - archidiakonat jarosławski – 4 dekanaty: Jarosław, Leżajsk, Rzeszów, Tarnogród
  - archidiakonat przemyski – 4 dekanaty: Mościska, Nowe Miasto, Pruchnik, Sambor

## Diecezje podległe bezpośrednio Stolicy Apostolskiej
- diecezja warmińska z katedrą we Fromborku – 10 archiprezbiteriatów: Barczewo, Braniewo, Dobre Miasto, Frombork, Jeziorany, Lidzbark Warmiński, Olsztyn, Orneta, Pieniężno, Reszel oraz 1 parafia – Elbląg; ponadto 3 placówki w Prusach Książęcych: par. Królewiec, oraz należące do jezuitów par. Święta Lipka i Tylża – stanowiące de iure diecezję sambijską formalnie włączoną do diecezji warmińskiej w 1821 r.